# 아문
아문(Amun 또는 아몬 Amon, 암몬 Ammon, 아멘 Amen)은 고대 이집트 신화의 남신으로서 "숨겨진"이라는 뜻을 갖고 있다. 아문은 이집트의 나일강 하류에 위치한 테베에서 숭배되던 바람과 공기의 신으로서 후에 태양신 라(레)와 합쳐진 후 아문-라 또는 아문-레로서 태양을 상징하는 남신으로 자리를 잡았다.
아문 이라는 새 왕국 전체에 걸쳐 이집트 판테온에서 가장 중요한 위치를 유지했다.(아케나텐 휘하의 "아테니스트 이단"은 제외). 이 시기(BC 16~11세기)에, 아문라(Amun-Ra)는 초월적이며 스스로 창조한 창조신으로서 탁월한 위치에 있었다. 그는 가난하거나 어려움에 처한 사람들의 옹호자였으며 개인 신심의 중심이었다. 오시리스와 함께 아문이라는 이집트 신들 중 가장 널리 기록되어 있다.
마케도니아 왕국의 알렉산더 대왕은 이집트에 입성한 기원전 332년, 고대 이집트의 문명을 보고 스스로를 ‘아문의 아들’이라고 칭하였다. 아문은 주요 남신이기 때문에 그리스인들은 제우스, 로마인들은 주피터와 동일시하였다.

## 초기 역사
아문과 아무네트는 고대 이집트의 피라미드 텍스트에 언급되어 있다. 아문이라는 이름(imn으로 쓰여짐)은 "숨겨진 자" 또는 "보이지 않는"과 같은 것을 의미했다.
아문은 이집트 제11왕조 때, 이집트 제1중간기가 끝난 후 테베 (이집트)의 수호신의 자리에 올랐다. 테베 (이집트)에서 아버지인 아문, 어머니인 무트, 아들인 달의 신 콘수는 신성한 가족 또는 "테베 삼신"을 형성했다.

## 철기 시대

### 누비아
이집트 밖의 지역에서, 아문에 대한 숭배는 고전 고대까지 계속되었다. 누비아에서는 아마네(Amane) 또는 아마니(Amani)로 발음했다.
메로에와 노바티아에서, 아문은 국가 신으로 남아 신탁을 통해 국가 전체 정부를 규제하고 통치자를 선택하며 군사 원정을 지휘했다.
디오도로스 시켈로스에 따르면, 이 종교 지도자들은 왕에게 자살을 강요할 수도 있었지만, 이런 전통은 BC 3세기에 Arkamane이 왕을 죽였을 때 중단되었다.

### 그리스
그리스인들이 암몬으로 숭배한 아문은 핀다로스(기원전 443년경)의 선물인 신전과 조각상이 테베 (그리스)와 스파르타에 있었는데, 파우사니아스가 말했듯이 그곳의 주민들은 다른 그리스인보다 초기부터 리비아에 있는 암몬의 신탁을 더 많이 참고했다.
알렉산더 대왕이 이수스 전투 후 이집트를 점령하는 동안 그곳을 여행했으며, 그곳에서 신탁에 의해 은유적으로 "아문의 아들"로 선언되었다. 이 점령 기간 동안에도 이 그리스인들이 제우스의 한 형태라고 본 아문은 계속해서 테베의 주요 지역 신이었다.
암모니아, 암모나이트와 같은 여러 단어가 그리스어 형태인 암몬을 통해 아문에서 파생된 것이다.
로마인들은 고대 리비아의 Jupiter-Amun 사원 근처의 매장지에서 수집한 염화암모늄을 가까운 사원과 가깝기 때문에 sal ammoniacus(Amun의 소금)라고 불렀다. 암모니아는 화학물질일 뿐만 아니라 유공충(foraminifera)의 속명이다. 이 유공충류(껍질 달린 원생동물)와 암모나이트(멸종된 껍질 달린 두족류)는 모두 숫양과 암몬의 뿔을 닮은 나선형 껍질을 가지고 있다. 뇌의 해마 영역은 세포층의 어두운 띠와 밝은 띠의 뿔 모양으로 인해 말 그대로 "아문의 뿔"인 암모니아 각질층이라고 한다.

## 같이 보기

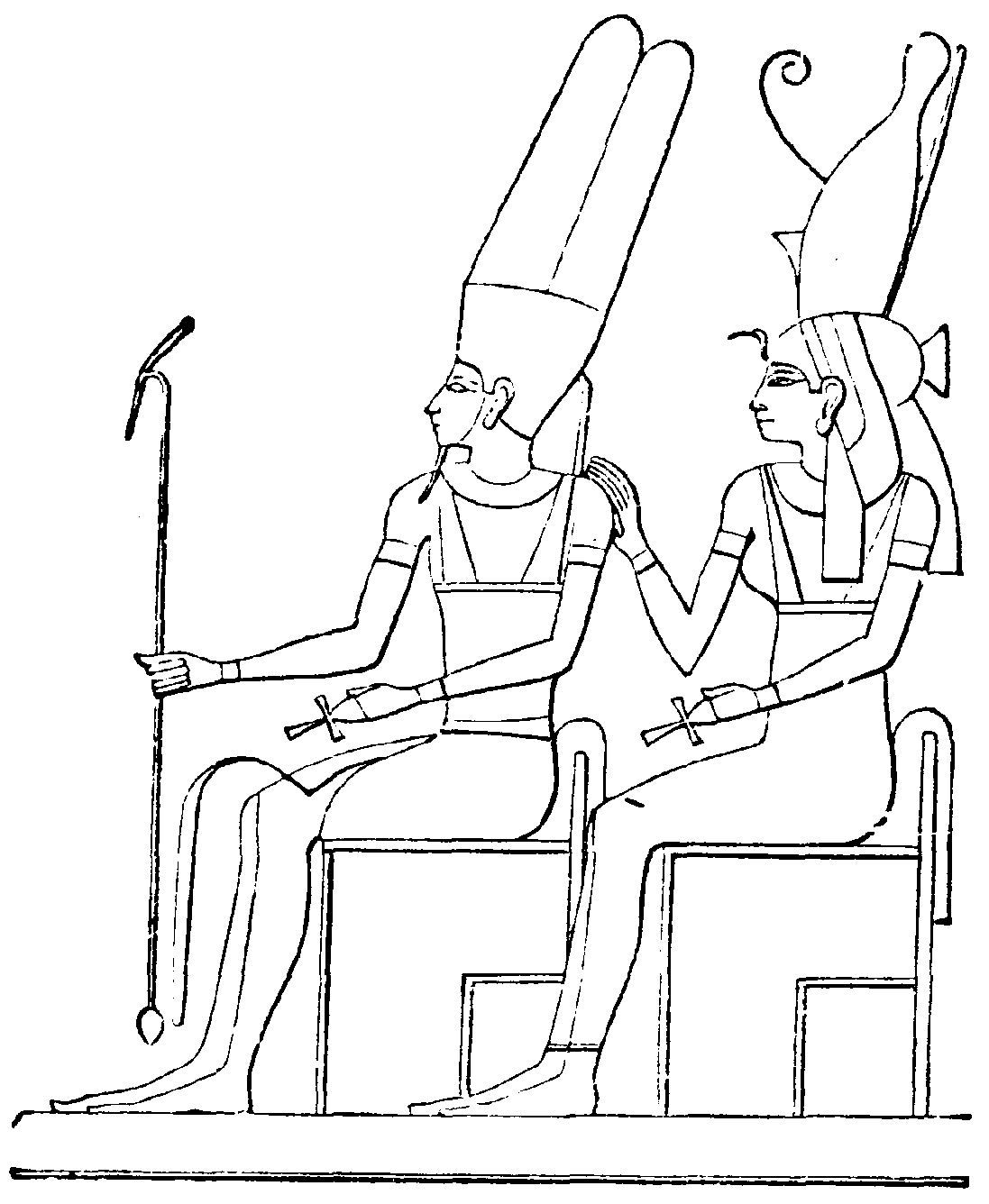
아문과 무트

- 아멘
- 투탕카멘